# Impatiens arnottii
Impatiens arnottii är en balsaminväxtart som beskrevs av Thw. Impatiens arnottii ingår i släktet balsaminer, och familjen balsaminväxter. Inga underarter finns listade i Catalogue of Life.